# 拉斯努瓦迪布

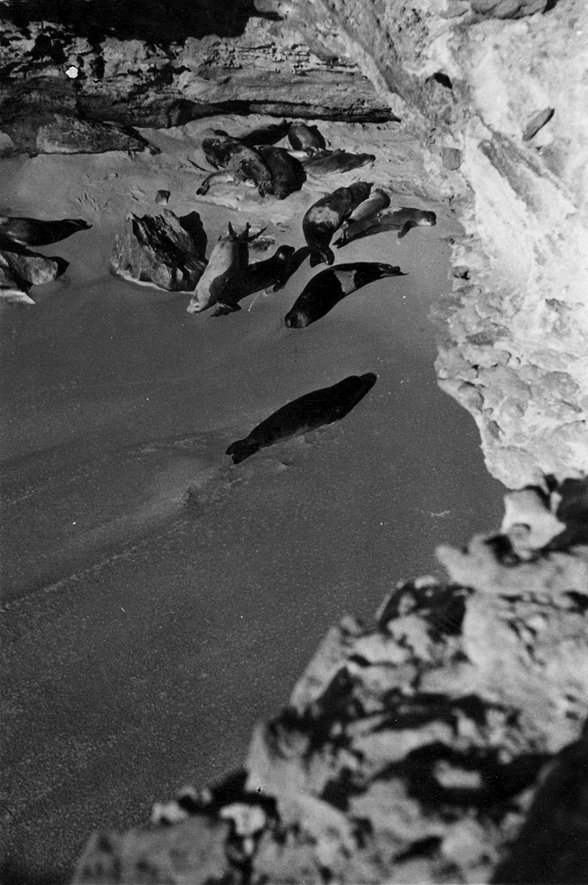

拉斯努瓦迪布（阿拉伯语：‎）是非洲西海岸的半島，位於北回歸線附近的大西洋沿岸，半島長度約70公里，由毛里塔尼亞負責管轄，西側有拉圭拉，東側有努瓦迪布。
20°46′17″N 17°2′50″W / 20.77139°N 17.04722°W